# Iniciativa de Civilização Global
A Iniciativa de Civilização Global (ICG) é uma iniciativa diplomática da República Popular da China apresentada por Xi Jinping em 2023. Complementa a Iniciativa de Segurança Global e a Iniciativa de Desenvolvimento Global e serve para estabelecer uma ordem mundial multipolar e para "buscar o progresso para a humanidade e a harmonia para o mundo inteiro".  

## Conceito
Em março de 2023, o presidente chinês Xi Jinping apresentou a iniciativa em um discurso em Pequim, que se baseia em grande parte de seu pensamento sobre diplomacia. 
Em seu discurso, Xi disse que "tolerância, coexistência, trocas e aprendizado mútuo entre diferentes civilizações tem um papel fundamental em avançar o processo de modernização da humanidade, visto que todos os países e seus futuros são agora fortemente conectados". Xi também enfatizou que “os países precisam defender os princípios de igualdade, aprendizado mútuo, diálogo e inclusão entre civilizações, e deixar que as trocas culturais transcendam o distanciamento, o aprendizado mútuo transcenda os conflitos e a inclusão transcenda qualquer senso de superioridade”. Ao fazer isso, os Estados não devem tentar impor seus valores e modelos sociais a outros, mas sim respeitar a soberania de cada Estado, permitindo que ele trace seu próprio caminho para a modernização, levando em consideração as peculiaridades nacionais. Os “valores comuns da humanidade” devem servir como princípio orientador na política internacional. São eles: “paz, desenvolvimento, equidade, justiça, democracia e liberdade”. 
Como medidas para implementar sua iniciativa, a China começou a expandir programas de intercâmbio de jovens e a conceder entrada sem visto a cidadãos de vários países para fortalecer seu soft power. Além da Tailândia, das Maldivas e dos Emirados Árabes Unidos, estes incluíam também países ocidentais como a França, a Alemanha e a Itália. 

## Recepção
Os think tanks ocidentais, como o Atlantic Council, interpretaram a iniciativa como uma tentativa de substituir os “valores universais” propagados pelos estados ocidentais, como a democracia e os direitos humanos, pela soberania nacional absoluta e pelos “ valores tradicionais ”.  A Heritage Foundation viu o posicionamento da China como parte de uma “guerra cultural” global, na qual iniciativas como a ICG visam ajudá-la a conquistar o sul global e a alcançar a sua própria “ hegemonia cultural ” sobre um Ocidente que a liderança Chinesa considera decadente.  Um artigo de opinião no The Diplomat observou que a proclamada rejeição de Xi à hegemonia agressiva não combina com as políticas da China em relação aos seus vizinhos no Mar da China Meridional, nem a sua perseguição aos uigures com o seu professado “respeito pela diversidade”. 
A mídia estatal chinesa respondeu à iniciativa com o entusiasmo esperado. O Global Times, por exemplo, dedicou uma série de artigos intitulada “Xivilização”, aludindo ao nome de família de Xi Jinping.  A iniciativa foi bem recebida em alguns países do hemisfério sul. O Instituto Paquistanês de Estudos Estratégicos de Islamabad chamou-lhe “uma ideia importante que visa moldar o futuro para um mundo melhor”. 